# Nowołoskoniec
Nowołoskoniec – wieś sołecka w Polsce położona w województwie wielkopolskim, w powiecie obornickim, w gminie Oborniki.
W latach 1954–1959 wieś należała i była siedzibą władz gromady Nowołoskoniec, po jej zniesieniu w gromadzie Oborniki-Północ. W latach 1975–1998 miejscowość administracyjnie należała do województwa poznańskiego.
Do rejestru zabytków wpisane są domy pod numerami 29 i 31 z przełomu XIX i XX wieku. W centrum wsi nieużywany dawny cmentarz ewangelicki. Przy leśnej drodze w kierunku Obornik (przez Leśniczówkę Oborniki) stoi murowana figura maryjna. 